# Rüsselsheimer Hütte

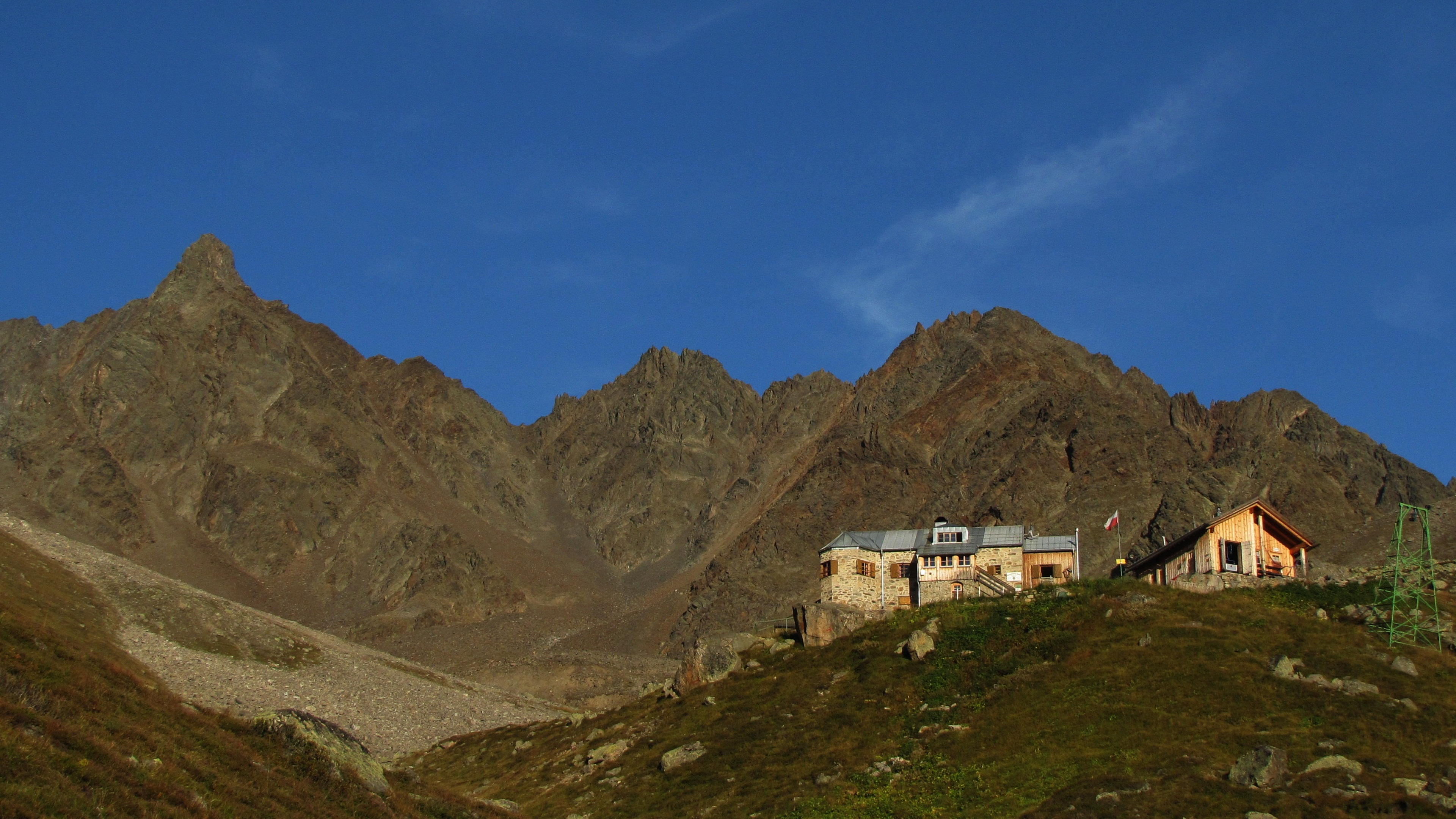

De Rüsselsheimer Hütte is een berghut in Tirol (Oostenrijk), gelegen in de Ötztaler Alpen in de Geigenkam op een hoogte van 2323 m. De hut is eigendom van de sectie Rüsselsheim van de Deutschen Alpenverein (DAV) en werd gebouwd in 1926 als Neue Chemnitzer Hütte. Tussen 1978 en 1981 werd de hut uitgebreid. In 1999 werd de hut zwaar beschadigd door een lawine maar een jaar later weer in bedrijf genomen. In 2001 vierde de hut haar 75-jarig bestaan; de naam werd toen veranderd in Rüsselsheimer Hütte.

## Weblinks
- Sectie Rüsselsheim DAV
- Omgevingskaart